# Сол (міфологія)
Сол (лат. Sol, також відомий як Sol Invictus, Сонце) — у римській міфології бог Сонця, ототожнений з грецьким Геліосом. За легендами, Солу почали поклонятися ще за часів Тита Тація, але офіційно свято «Непереможеного Сонця» (лат. Sol Invictus) як  державний культ римського бога Сонця було запроваджено імператором Авреліаном у 274 н. е. Інколи, бога Сонця Сола ототожнювали з богом Янусом. Під час перегонів у цирку, Сол охороняв колісниці, які були запряжені четвіркою коней (лат. quadrigae — квадрига).